# Xian de Qingjian
Le xian de Qingjian (清涧县 ; pinyin : Qīngjiàn Xiàn) est un district administratif de la province du Shaanxi en Chine. Il est placé sous la juridiction de la ville-préfecture de Yulin.

## Démographie
La population du district était de 207 309 habitants en 1999.